# おひろめの半次
おひろめの半次（おひろめのはんじ）は必殺シリーズの『必殺仕置人』『暗闇仕留人』の登場人物の一人。津坂匡章（現：秋野太作）が演じた。

## キャラクター
気さくで調子のいい性格であるが正義感を併せ持つ青年。武州府中の生まれで、父の後妻で継母のたよと反りが合わずに若くして故郷を旅立ち、後に江戸の観音長屋に住むようになる。同じ住人であった念仏の鉄（山﨑努）、棺桶の錠（沖雅也）、鉄砲玉のおきん（野川由美子）、北町奉行所の定町廻り同心 中村主水（藤田まこと）らと闇の御前の陰謀を暴くために関わった末、彼らとともに仕置人となる。『仕置人』最終回で仕置人仲間は解散したが、おきんとはどこかで再会したらしく、『仕留人』第1話で主水と再会。主水、おきん、糸井貢（石坂浩二）、村雨の大吉（近藤洋介）とともに仕留人仲間を結成する。
表の稼業は仕置人時代は瓦版屋。「花のお江戸のど真ん中。そのまた花の吉原で、ちょいと覗いた艶話」が定番ネタ。第7話では瓦版の販促で盲人に「あんた方の親方の検校様の大ニュース」と売り込んでいる。仕置人仲間の解散後に廃業して、仕留人時代はおきんと江戸で一緒に暮らしながら街中で怪しい商売をして日銭を稼いでいた。
仲間の中では明るい性格からムードメーカー的な存在で「半公（はんこう）」と呼ばれていた。裏稼業では、おきんとともに密偵や依頼人の交渉と仕置の囮役を主に請け負っていた。密偵の過程で瀕死の重傷を負い、床に伏せていても分け前の小判を自分で受け取ろうとするなど（『仕留人』第2話）、金銭に対する執着もあるようである。
半次は殺しに手を染めたことがある。『仕留人』第14話で、大吉と出張仕置をするために故郷の府中を訪れ、そこで義母、弟の利助と再会した。義母は尾張藩の鷹匠頭 田村伝蔵の愛人となり、心から惚れていたが御側用人に差し出され、そのショックで利助と心中してしまう。半次は主水と大吉の協力で義母と弟の恨みを晴らした。第15話を最後に姿を消して、以後は登場していないが、『必殺仕置長屋 一筆啓上編』第1話では名前のみ登場して、同作の時点で存命中であることが明かされている。

## 演者と役柄について
津坂匡章は必殺シリーズ第1作『必殺仕掛人』から、第4作『暗闇仕留人』まで、野川由美子とともに連続出演しており、シリーズの繋がりを示していた。第1作『必殺仕掛人』では岬の千蔵役で、第3作『助け人走る』では油紙の利吉役で出演している。
津坂は『暗闇仕留人』で降板してからは必殺シリーズに一度も出演していない。